# César d'honneur

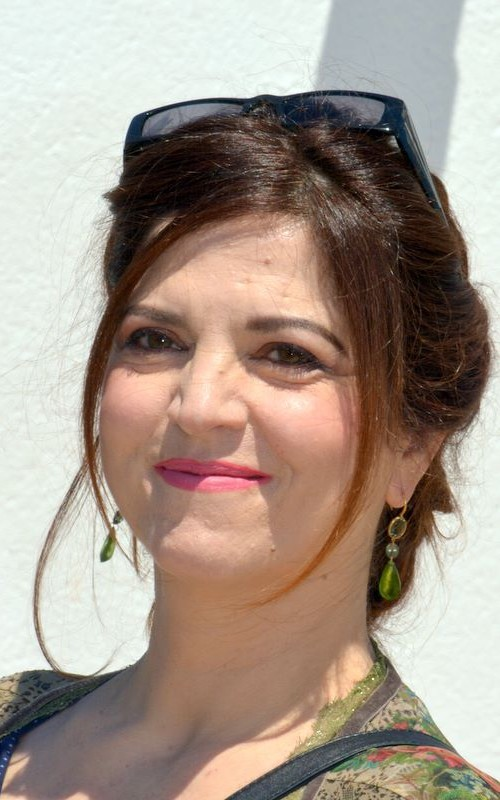
Agnès Jaoui reçoit le César d'Honneur en 2024 pour l'ensemble de sa carrière. Il lui est remis par Jamel Debouze.

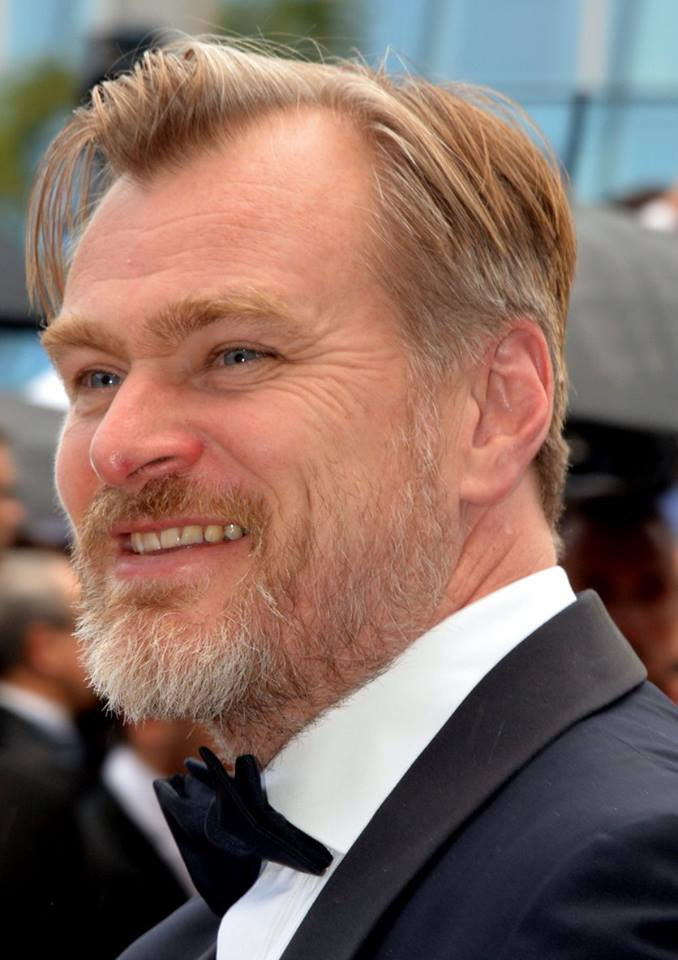
Christopher Nolan reçoit également un César d'Honneur en 2024, remis par Marion Cotillard.

Le César d'honneur est une récompense cinématographique d'honneur décernée par l'Académie des arts et techniques du cinéma depuis la première remise de prix le 3 avril 1976 au Palais des congrès à Paris. 
Il s'agit du seul César qui n'est pas compétitif, son principe étant de récompenser une personnalité pour la carrière.

## Éligibilité et présentation
Les récipiendaires sont choisis par le président ou le secrétaire général de l'Académie des arts et techniques, il n'y a pas de processus de vote ou de nominations contrairement aux autres César.
Le nombre de récipiendaires varie selon les années (de un à cinq) mais il est généralement coutumier de récompenser au moins une personnalité américaine, au mieux anglo-saxonne, et, éventuellement, une personnalité française. 
Jean-Luc Godard, Jeanne Moreau et Michael Douglas sont les seules personnalités à avoir reçu deux César d'honneur. Un cumul autorisé même si certains médias s'interrogent sur sa pertinence.
La majorité des lauréats sont acteurs ou réalisateurs. Les deux seuls techniciens à l'avoir reçu sont l'ingénieur du son Jean Nény et l'affichiste et directeur artistique René Ferracci.
Lors de la cérémonie, il est habituel que la personnalité qui remet le trophée honorifique ait collaboré avec le lauréat. Quelquefois, cette tâche est faite par le président des César ou le maître de cérémonie.

### Critiques
Les reproches visent surtout la pertinence de certaines récompenses ou oublis. Les éditions des César de 2009 à 2017 n'ont récompensé qu'une seule personnalité par cérémonie, à chaque fois américaine (à l'exception de Kate Winslet en 2012 qui est britannique). L'absence de personnalité française honorée fut visée, plusieurs médias réclamant un français primé, Michel Piccoli étant le nom le plus cité,,,,,. Selon Le Parisien, tout comme Jean-Louis Trintignant, il déclina la récompense.
En 2020, pour la première fois, le César d'honneur n'est pas attribué. Le contexte est particulier, la direction de l'académie démissionna un mois avant la cérémonie à la suite de nombreuses controverses sur son fonctionnement opaque, le manque de diversité du fait de la cooptation et notamment les choix arbitraires du César d'honneur. L'académie avait songé précédemment à Brad Pitt, Jane Fonda et Meryl Streep mais les négociations n'ont pas abouti,,.

## Récipiendaires
| Année | Lauréat | Qualité                                              | Nationalité       | Présentateur du récipiendaire          |
| ----- | --- | ---------------------------------------------------- | ----------------- | -------------------------------------- |
| 1976  | Ingrid Bergman | Actrice                                              | Suède             | Jean-Claude Brialy                     |
| 1976  | Diana Ross | Actrice et chanteuse                                 | États-Unis        | Jean-Claude Brialy                     |
| 1977  | Henri Langlois (à titre posthume) | Archiviste cofondateur de la Cinémathèque française  | France            |                                        |
| 1977  | Jacques Tati | Acteur et réalisateur                                | France            |                                        |
| 1978  | Robert Dorfmann | Producteur                                           | France            | Robert Enrico                          |
| 1978  | René Goscinny (à titre posthume, la récompense fut acceptée par sa femme Gilberte) | Réalisateur, producteur et scénariste                | France            | Pierre Tchernia                        |
| 1979  | Marcel Carné | Réalisateur et scénariste                            | France            | Jean-Philippe Lecat                    |
| 1979  | Walt Disney (à titre posthume, la récompense fut acceptée par un Mickey en costume) | Réalisateur, scénariste, producteur et acteur        | États-Unis        | Richard Kiel et Chantal Goya           |
| 1979  | Charles Vanel | Acteur et réalisateur                                | France            | Peter Ustinov                          |
| 1980  | Pierre Braunberger | Producteur, réalisateur et acteur                    | France            | Claude Lelouch et Annie Girardot       |
| 1980  | Louis de Funès | Acteur                                               | France            | Jerry Lewis                            |
| 1980  | Kirk Douglas | Acteur, réalisateur et producteur                    | États-Unis        | Jean-Philippe Lecat                    |
| 1981  | Marcel Pagnol (à titre posthume, la récompense fut acceptée par sa femme Jacqueline) | Réalisateur et scénariste                            | France            |                                        |
| 1981  | Abel Gance | Réalisateur et scénariste                            | France            | Jean-Philippe Lecat                    |
| 1981  | Alain Resnais | Réalisateur et scénariste                            | France            | Yves Montand                           |
| 1982  | Georges Dancigers | Producteurs et fondateurs des Films Ariane           | Russie/ France    | Jean Rochefort                         |
| 1982  | Alexandre Mnouchkine | Producteurs et fondateurs des Films Ariane           | Russie/ France    | Jean Rochefort                         |
| 1982  | Jean Nény | Ingénieur du son                                     | France            | Francis Perrin                         |
| 1982  | Andrzej Wajda | Réalisateur et scénariste                            | Pologne           | Jack Lang                              |
| 1983  | Raimu (à titre posthume, la récompense fut acceptée par sa fille Paulette) | Acteur                                               | France            | César                                  |
| 1984  | René Clément | Réalisateur et scénariste                            | France            | Charles Bronson                        |
| 1984  | Georges de Beauregard | Producteur                                           | France            | Pierre Schoendoerffer                  |
| 1984  | Edwige Feuillère | Actrice et scénariste                                | France            | Jean Marais                            |
| 1985  | Christian-Jaque | Réalisateur et scénariste                            | France            | Gina Lollobrigida                      |
| 1985  | Danielle Darrieux | Actrice                                              | France            | Jean-Claude Brialy                     |
| 1985  | Christine Gouze-Rénal | Productrice et actrice                               | France            | Kirk Douglas                           |
| 1985  | Alain Poiré | Producteur et scénariste                             | France            | Raymond Devos                          |
| 1986  | Bette Davis | Actrice et productrice                               | États-Unis        | Olivia de Havilland et sa fille Gisèle |
| 1986  | Jean Delannoy | Réalisateur, scénariste et producteur                | France            | Michèle Morgan                         |
| 1986  | René Ferracci (à titre posthume, la récompense fut acceptée par sa femme) | Affichiste et directeur artistique                   | France            | Karen Cheryl et César                  |
| 1986  | Maurice Jarre | Compositeur                                          | France            | Maurice Béjart                         |
| 1986  | Claude Lanzmann | Réalisateur du documentaire Shoah                    | France            | Roger Hanin                            |
| 1987  | Jean-Luc Godard | Réalisateur, scénariste et acteur                    | France/ Suisse    | Isabelle Huppert                       |
| 1988  | Serge Silberman | Producteur et scénariste                             | Russie/ France    | Jeanne Moreau et Jean-Claude Carrière  |
| 1989  | Bernard Blier | Acteur                                               | France            | Michel Serrault                        |
| 1989  | Paul Grimault | Réalisateur, scénariste et acteur                    | France            | Pierre Tchernia                        |
| 1990  | Gérard Philipe (à titre posthume, la récompense est acceptée par Anne-Marie Philipe) | Acteur                                               | France            | Philippe Noiret                        |
| 1991  | Jean-Pierre Aumont | Acteur et scénariste                                 | France            | Nathalie Baye                          |
| 1991  | Sophia Loren | Actrice                                              | Italie            | Jean-Loup Dabadie                      |
| 1992  | César Baldaccini | Sculpteur, notamment de la statuette des César       | France            | Frédéric Mitterrand                    |
| 1992  | Michèle Morgan | Actrice                                              | France            | Jean-Loup Dabadie                      |
| 1992  | Sylvester Stallone | Acteur, scénariste, réalisateur et producteur        | États-Unis        | Roman Polanski                         |
| 1993  | Jean Marais | Acteur                                               | France            | Michèle Morgan                         |
| 1993  | Marcello Mastroianni | Acteur                                               | Italie            | Daniel Toscan du Plantier              |
| 1993  | Gérard Oury (qu'il dédie à Louis de Funès) | Acteur, réalisateur et scénariste                    | France            | Daniel Toscan du Plantier              |
| 1994  | Jean Carmet | Acteur et scénariste                                 | France            | Gérard Depardieu                       |
| 1995  | Jeanne Moreau | Actrice, réalisatrice et chanteuse                   | France            | Charlotte Gainsbourg                   |
| 1995  | Gregory Peck | Acteur et producteur                                 | États-Unis        | Alain Delon                            |
| 1995  | Steven Spielberg | Réalisateur, producteur et scénariste                | États-Unis        | Claude Lelouch                         |
| 1996  | Lauren Bacall | Actrice                                              | États-Unis        | Alain Delon                            |
| 1996  | Henri Verneuil | Réalisateur, scénariste, acteur et producteur        | France            | Claudia Cardinale                      |
| 1997  | Charles Aznavour | Acteur, compositeur, chanteur et scénariste          | France            | Michel Serrault                        |
| 1997  | Andie MacDowell | Actrice                                              | États-Unis        | Christophe Lambert                     |
| 1998  | Michael Douglas | Acteur et producteur                                 | États-Unis        | Charlotte Rampling                     |
| 1998  | Clint Eastwood | Acteur, réalisateur, producteur et compositeur       | États-Unis        | Jean-Luc Godard                        |
| 1998  | Jean-Luc Godard (pour la seconde fois) | Réalisateur, scénariste et acteur                    | France/ Suisse    | Johnny Hallyday                        |
| 1999  | Pedro Almodóvar | Réalisateur, scénariste, acteur et producteur        | Espagne           | Bernadette Lafont et Rossy de Palma    |
| 1999  | Johnny Depp | Acteur et producteur                                 | États-Unis        | Pascal Greggory et Roman Polanski      |
| 1999  | Jean Rochefort | Acteur                                               | France            | Sandrine Kiberlain                     |
| 2000  | Josiane Balasko | Actrice, scénariste, réalisatrice et productrice     | France            | Claude Berri                           |
| 2000  | Georges Cravenne | Journaliste fondateur des César du cinéma            | France            | Alain Delon et Pierre Lescure          |
| 2000  | Jean-Pierre Léaud | Acteur                                               | France            | Nathalie Baye                          |
| 2000  | Martin Scorsese | Réalisateur, producteur, scénariste et acteur        | États-Unis        | Catherine Deneuve                      |
| 2001  | Darry Cowl | Acteur, compositeur, scénariste et réalisateur       | France            | Jean-Claude Brialy                     |
| 2001  | Charlotte Rampling | Actrice                                              | Royaume-Uni       | Patrice Chéreau                        |
| 2001  | Agnès Varda | Réalisatrice et scénariste                           | France            | Jane Birkin et Mathieu Demy            |
| 2002  | Anouk Aimée | Actrice                                              | France            | Claude Lelouch                         |
| 2002  | Jeremy Irons | Acteur                                               | Royaume-Uni       | Fanny Ardant                           |
| 2002  | Claude Rich | Acteur et scénariste                                 | France            | Jean Rochefort                         |
| 2003  | Bernadette Lafont | Actrice et réalisatrice                              | France            | Bulle Ogier                            |
| 2003  | Spike Lee | Réalisateur, producteur, scénariste et acteur        | États-Unis        | Costa-Gavras                           |
| 2003  | Meryl Streep | Actrice                                              | États-Unis        | Nathalie Baye                          |
| 2004  | Micheline Presle | Actrice                                              | France            | Fabrice Luchini                        |
| 2005  | Jacques Dutronc | Acteur, chanteur et compositeur                      | France            | Sandrine Bonnaire                      |
| 2005  | Will Smith | Acteur, producteur, chanteur et compositeur          | États-Unis        | Monica Bellucci                        |
| 2006  | Hugh Grant | Acteur                                               | Royaume-Uni       | Carole Bouquet                         |
| 2006  | Pierre Richard | Acteur et réalisateur                                | France            | Clovis Cornillac                       |
| 2007  | Marlène Jobert | Actrice                                              | France            | Claude Brasseur                        |
| 2007  | Jude Law | Acteur, producteur et réalisateur                    | Royaume-Uni       | Juliette Binoche                       |
| 2008  | Roberto Benigni | Acteur et réalisateur                                | Italie            | Fanny Ardant                           |
| 2008  | Jeanne Moreau (pour la seconde fois) | Actrice                                              | France            | Melvil Poupaud                         |
| 2008  | Romy Schneider (à titre posthume) | Actrice                                              | Allemagne/ France | Alain Delon                            |
| 2009  | Dustin Hoffman | Acteur                                               | États-Unis        | Emma Thompson                          |
| 2010  | Harrison Ford | Acteur                                               | États-Unis        | Sigourney Weaver                       |
| 2011  | Quentin Tarantino | Réalisateur, scénariste, acteur et producteur        | États-Unis        | Diane Kruger et Christoph Waltz        |
| 2012  | Kate Winslet | Actrice                                              | Royaume-Uni       | Michel Gondry                          |
| 2013  | Kevin Costner | Acteur, producteur et réalisateur                    | États-Unis        | Michel Hazanavicius                    |
| 2014  | Scarlett Johansson | Actrice                                              | États-Unis        | Quentin Tarantino                      |
| 2015  | Sean Penn | Acteur, réalisateur, scénariste et producteur        | États-Unis        | Marion Cotillard                       |
| 2016  | Michael Douglas (pour la seconde fois) | Acteur et producteur                                 | États-Unis        | Claude Lelouch                         |
| 2017  | George Clooney | Acteur, réalisateur, scénariste et producteur        | États-Unis        | Jean Dujardin                          |
| 2018  | Penélope Cruz | Actrice                                              | Espagne           | Marion Cotillard et Pedro Almodóvar    |
| 2019  | Robert Redford | Acteur, réalisateur, producteur                      | États-Unis        | Kristin Scott Thomas                   |
| 2020  | Non remis | Non remis                                            | Non remis         | Non remis                              |
| 2021  | « César anniversaire » à la troupe Le Splendid : Josiane Balasko (pour la seconde fois), Michel Blanc, Marie-Anne Chazel, Christian Clavier, Gérard Jugnot, Thierry Lhermitte et Bruno Moynot | Acteurs, réalisateurs, producteurs, scénaristes      | France            | Laurent Lafitte                        |
| 2021  | Jean-Pierre Bacri (à titre posthume) | Acteur, réalisateur, producteur, scénariste          | France            | Marina Foïs                            |
| 2022  | Cate Blanchett | Actrice, productrice                                 | Australie         | Isabelle Huppert                       |
| 2023  | David Fincher | Réalisateur, producteur                              | États-Unis        | Virginie Efira et Brad Pitt            |
| 2024  | Agnès Jaoui | Actrice                                              | France            | Jamel Debbouze                         |
| 2024  | Christopher Nolan | Réalisateur, scénariste et producteur                | Royaume-Uni       | Marion Cotillard                       |
| 2025  | Julia Roberts | Actrice et productrice                               | États-Unis        | Clive Owen                             |
| 2025  | Costa-Gavras | Réalisateur, président de la Cinémathèque française. | France / Grèce    | Karin Viard                            |